# Paul Höglund
Albert Paul Schubert Höglund, född 30 september 1926 på Alnö, död 25 december 2001 i Norra Åsum, var en svensk skådespelare och operasångare (basbaryton).
Höglund utbildades vid Musikhögskolan 1946–1947 och debuterade vid Kungliga operan 1948 som Bartolo i Barberaren i Sevilla. Där var han knuten till 1952 och därefter 1960–1983. Däremellan var han anställd vid Malmö Stadsteater 1952–1955 och Stora teatern i Göteborg 1955–1960.
Bland rollerna kan nämnas Masetto och Leporello i Don Giovanni, Sparafucile i Rigoletto och de fyra basrollerna i Hoffmanns äventyr.

## Filmografi
- 1952 – Eldfågeln
- 1952 – Mot framtiden
- 1965 – Den vita nallen
- 1965 – Maskeradbalen
- 1966 – Nattflyg

## Teater

### Roller (urval)
| År   | Roll            | Produktion                                         | Regi           | Teater            |
| ---- | --------------- | -------------------------------------------------- | -------------- | ----------------- |
| 1952 | Forskarlen      | Kronbruden August Strindberg                       | Ingmar Bergman | Malmö stadsteater |
| 1954 | Vicomte Cascada | Glada änkan Franz Lehár, Leo Stein och Viktor Léon | Ingmar Bergman | Malmö stadsteater |

### Fotnoter
1. ↑  ”Kronbruden”. Stiftelsen Ingmar Bergman. http://ingmarbergman.se/verk/kronbruden. Läst 17 oktober 2015.
2. ↑  ”Glada änkan”. Stiftelsen Ingmar Bergman. http://ingmarbergman.se/verk/glada-%C3%A4nkan. Läst 17 oktober 2015.